# Alfa Romeo Brera
O Brera é um modelo coupe desportivo da Alfa Romeo. Também há uma versão conversível denominada Spider.

## Motores

### Especificações
| Modelo             | Tipo               | Disposição         | Potência                   | Torque             | Compressão (%)     | Anos de produção   |
| Motores a gasolina | Motores a gasolina | Motores a gasolina | Motores a gasolina         | Motores a gasolina | Motores a gasolina | Motores a gasolina |
| ------------------ | ------------------ | ------------------ | -------------------------- | ------------------ | ------------------ | ------------------ |
| 1.75 TBi           | I4                 | 1742 cc            | 200 cv (147 kW) @ 5000 rpm | 320 Nm @ 1400 rpm  | 9.5:1              | 2009-              |
| 2.2 JTS            | I4                 | 2198 cc            | 185 cv (136 kW) @ 6500 rpm | 230 Nm @ 4500 rpm  | 11.3:1             | 2005-              |
| 3.2 V6 JTS         | V6                 | 3195 cc            | 260 cv (191 kW) @ 6300 rpm | 322 Nm @ 4500 rpm  | 11.25:1            | 2005-              |
| Motores a diesel   |                    |                    |                            |                    |                    |                    |
| 2.0 JTDM           | I4                 | 1956 cc            | 170 cv (125 kW) @ 4000 rpm | 360 Nm @ 1750 rpm  | 17:1               | 2009-              |
| 2.4 JTDM           | I5                 | 2387 cc            | 200 cv (147 kW) @ 4000 rpm | 400 Nm @ 2000 rpm  | 17:1               | 2005-2006          |
| 2.4 JTDM           | I5                 | 2387 cc            | 210 cv (154 kW) @ 4000 rpm | 400 Nm @ 1500 rpm  | 17:1               | 2007-              |
| 2.4 JTDM           | I5                 | 2387 cc            | 214 cv (157 kW) @ 4000 rpm | 400 Nm @ 1500 rpm  | 17:1               | 2009-2010          |

|  |  |

### Performance
| Motor                                                                  | Velocidade máx.    | Velocidade máx.    | 0–100 km/h | 0–100 km/h | Consumo combinadoNota 1 | Consumo combinadoNota 1 | Anos de produção |
| Motor                                                                  | manual             | automático         | manual     | automático | manual                  | automático              | Anos de produção |
| ---------------------------------------------------------------------- | ------------------ | ------------------ | ---------- | ---------- | ----------------------- | ----------------------- | ---------------- |
| 1.75 TBi                                                               | 235 km/h (146 mph) | -                  | 7.7        | -          | 8.1L/100 km             | -                       | 2009-            |
| 2.2 JTS                                                                | 222 km/h (138 mph) | -                  | 8.6        | -          | 9.4L/100 km             | -                       | 2005-2007        |
| 2.2 JTS                                                                | 224 km/h (139 mph) | -                  | 8.6        | -          | 9.2L/100 km             | -                       | 2008-            |
| 2.2 JTS Selespeed                                                      | 222 km/h (138 mph) | -                  | 8.6        | -          | 9.1L/100 km             | -                       | 2008-            |
| 2.0 JTDM                                                               | 218 km/h (135 mph) | -                  | 8.8        | -          | 5.4L/100 km             | -                       | 2009-            |
| 2.4 JTDM                                                               | 228 km/h (142 mph) | -                  | 8.1        | -          | 6.8L/100 km             | -                       | 2005-2006        |
| 2.4 JTDM (210 CV)                                                      | 230 km/h (143 mph) | -                  | 7.9        | -          | 6.8L/100 km             | -                       | 2007-            |
| 2.4 JTDM (210 CV)                                                      | 238 km/h (149 mph) | -                  | 7.6        | -          | 6.8L/100 km             | -                       | 2009-            |
| 2.4 JTDM (200 CV) Q-Tronic                                             | -                  | 225 km/h (138 mph) | -          | 8.3        | -                       | 7.8L/100 km             | 2008-            |
| 3.2 V6 Q4                                                              | 240 km/h (149 mph) | 240 km/h (149 mph) | 6.8        | 7.0        | 11.5L/100 km            | 12.2L/100 km            | 2005-2007        |
| 3.2 V6 Q4                                                              | 244 km/h (151 mph) | 244 km/h (151 mph) | 6.8        | 7.0        | 11.4L/100 km            | 12.1L/100 km            | 2008-            |
| 3.2 V6 FWD                                                             | 250 km/h (155 mph) | -                  | 7.0        | -          | 11.0L/100 km            | -                       | 2008-            |
| Nota 1: Consumo de acordo com a Comissão Diretiva Européia 1999/100/EC |                    |                    |            |            |                         |                         |                  |